# 藤生ゆかり
藤生 ゆかり（ふじう ゆかり、1967年7月28日 - ）は、日本の女性シンガーソングライター。群馬県出身。血液型はO型。元アミューズ所属。趣味は車、テニス、ヨット、ワインの試飲、ギター、犬、琴、三線。

## 経歴
初期の森高千里の作品にスタジオ・ミュージシャンとして参加。後にKIX-Sを結成する安宅美春と、インディーズバンドThe Groopiesで活動。1992年、共作詞・作曲を手掛けた久松史奈『天使の休息』が50万枚以上を売上。1994年11月25日、『オールナイトニッポン 週替わりスペシャル』（金曜2部）でラジオパーソナリティを務める。
1995年、ポニーキャニオンからソロ・デビュー。1997年、ボブ・ディランの東京国際フォーラム公演に飛び入り参加をきっかけに出会ったユーリズミックスのデイヴ・スチュワートとプロジェクトを開始。日本とイギリスの往復生活をスタート。
2000年、安宅・森安信夫らと共にテクノユニットBand-i-amir（バンディ・アミール）結成。7月に同タイトルのミニ・アルバムを発売。
2001年、ファイン・ヤング・カニバルズのギタリスト、アンディ・コックスとCribabi（クライベイビー）結成。イギリスを拠点に活動開始。
2002年、アルバム『Volume』をリリース。ヴァージン・メガストアーズUSAより『ベスト・オブ・ブリティッシュ』を受賞。後にCribabiの活動拠点をアメリカに移し、現在ロサンゼルスで活動中。
2013年、シングル『Flight 49』のミュージック・ビデオがハリウッド「Unexpected Film and Arts Festival」最優秀賞にノミネートされ、同フェスティバルにて上映。

## ディスコグラフィー

### Cribabi
- Volume[3] （2002年4月29日発売）
- Flight 49[5]（2013年1月17日発売）

## タイアップ一覧
| 使用年     | 曲名                                   | タイアップ                                                    |
| ---------- | -------------------------------------- | ------------------------------------------------------------- |
| 藤生ゆかり |                                        |                                                               |
| 1994年     | 上手くゆく恋ばかりが恋じゃないのならば | 日本テレビ系『超IQ!ひらめきパパ』エンディングテーマ           |
| 1995年     | Sky-この空の下で-                      | NHK-FM『ミュージック・スクエア』1995年4月度オープニングテーマ |
| 1996年     | そばにいたい                           | フジテレビ系『タモリのSuperボキャブラ天国』エンディングテーマ |

## 提供曲

### 久松史奈
- 昼が夜にうつる頃（作曲）
- 天使の休息（共作詞・作曲）
- あの時のままでいたい（作曲）
- 17のまま（作曲）
- シャレにしちゃってはじめよう（作曲）
- HELLO!（作曲）
- Mr.（作曲）
- HE GOES DOWN（作曲）
- 子守歌（作曲）

## テレビ出演
- ドラマチック22『めざせ!イカ天 ロックンOL物語』（1990年、TBS） - 内田アキエ 役